# La Nau (université de Valence)
Pour les articles homonymes, voir Nau.
Ne doit pas être confondu avec Cap de la Nau.
La Nau (en catalan : la nef) est un bâtiment historique du centre de Valence, situé dans la Communauté valencienne, en Espagne.

## Histoire
Construite en 1497, la Nau est le siège originel de l'université de Valence fondée en 1499. Le bâtiment d'alors a été aménagé sous la direction de l'architecte Pere Compte. L'édifice a été remodelé en 1830 par Joaquim Martínez qui lui donne son aspect actuel, de facture néo-classique. L'Académie royale des beaux-arts de San Carlos était mitoyenne du bâtiment avant son déménagement définitif en 1836.

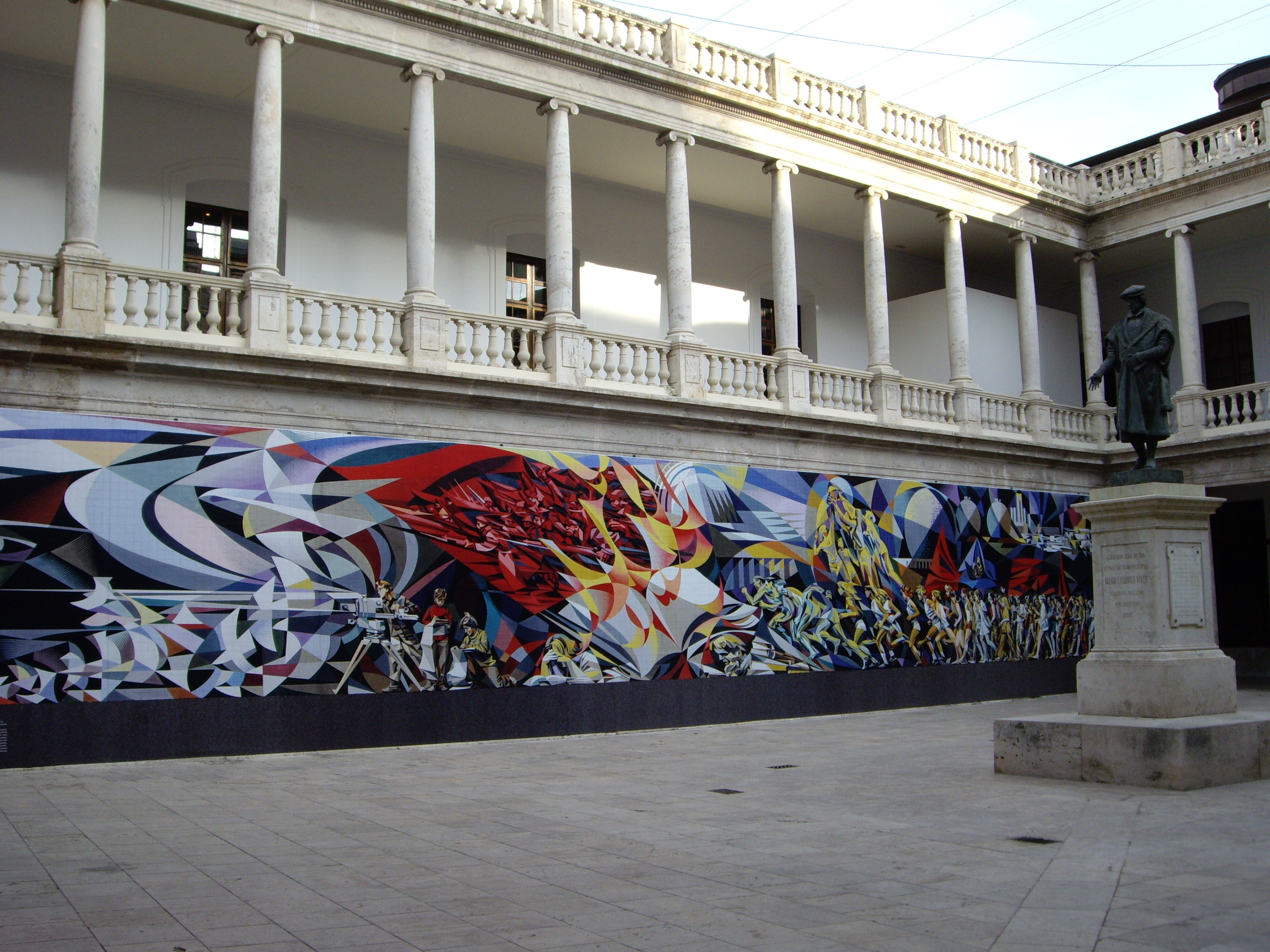
Statue de Jean-Louis Vivès et mural de l'artiste républicain valencien Josep Renau, dans le cloître de la Nau.

La Nau est située place du Patriarca (plaça del Patriarca), et la rue qui la borde porte son nom (carrer de la Nau).

## Période contemporaine
Ancien siège de l'université, La Nau abrite de nos jours un centre culturel et d'expositions. L'édifice accueille différents espaces, comme la Bibliothèque historique, l'Aula Magna et les salles Matilde Salvador et Martínez Guerricabitia. 
Dans le patio central est située la statue du philosophe Jean-Louis Vivès, œuvre du sculpteur valencien Josep Aixa (1880).
Lieu de rendez-vous des étudiants, il accueille également un café et fait partie désormais du circuit touristique traditionnel du tourisme international à Valence.